# Lannepax
Lannepax este o comună în departamentul Gers din sudul Franței. În 2009 avea o populație de 572 de locuitori.

## Evoluția populației
| An        | 1975 | 1982 | 1990 | 1999 | 2006 | 2009 |
| --------- | ---- | ---- | ---- | ---- | ---- | ---- |
| Populație | 686  | 652  | 610  | 569  | 554  | 572  |